# Monitor continu de glucosa

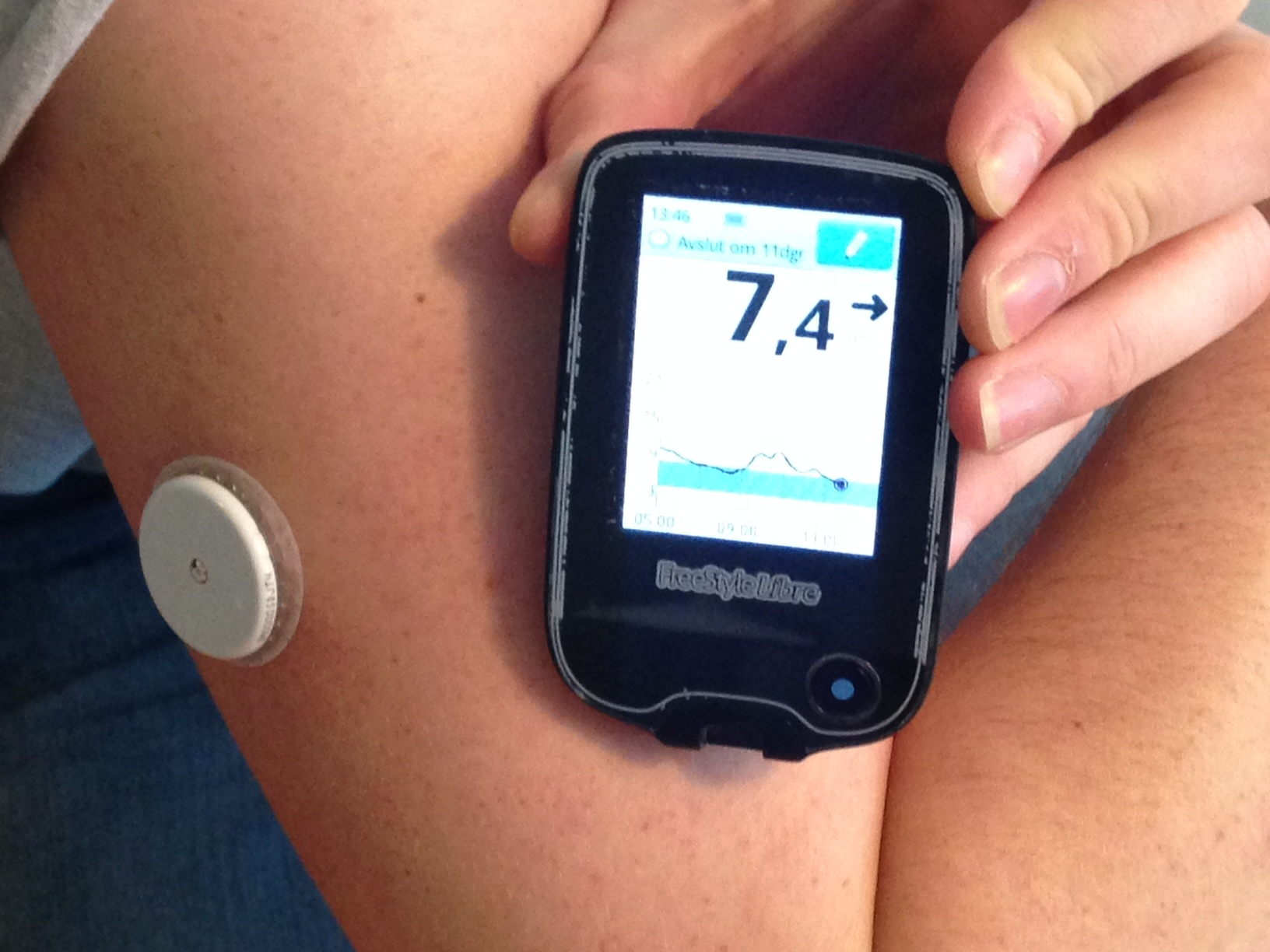
Un monitor continu de glucosa, mostrant el transmissor enganxat a la pell i el receptor amb la seva pantalla, mostrant la glucèmia en mols.

Un monitor continu de glucosa (MCG) és un dispositiu que s'utilitza per controlar la glucosa en sang (glucèmia) de manera contínua en lloc de controlar (com en els glucòmetres de tires) els nivells de glucosa periòdicament analitzant una gota de sang d'un dit. Això es coneix com a monitoratge continu de glucosa.
Els MCG són utilitzats per persones que tracten la seva diabetis mellitus amb insulina, principalment, per a persones amb diabetis tipus 1 i, menys habitualment, amb diabetis tipus 2 o altres tipus de diabetis, com ara la diabetis gestacional.
Un monitor continu de glucosa té tres parts:
- un petit elèctrode que es col·loca sota la pell (el sensor)
- un transmissor que envia lectures de l'elèctrode a un receptor a intervals regulars (cada 1 a 15 minuts)
- un receptor independent que mostra el nivell de glucosa en una pantalla.

Els MCG actualment aprovats utilitzen una tecnologia enzimàtica que reacciona amb les molècules de glucosa del líquid intersticial del cos per generar un corrent elèctric que és proporcional a la concentració de glucosa. Les dades sobre la concentració de glucosa es transmeten des d'un transmissor connectat al sensor a un receptor i una pantalla que mostra les dades a l'usuari.
Alguns dispositius MCG s'han de calibrar periòdicament amb mesures tradicionals de la glucèmia, però alguns no requereixen calibració per part de l'usuari.